# Yo soy Groot
Yo soy Groot (titulada en inglés I Am Groot) es una serie estadounidense de cortos animados creada por Kirsten Lepore para el servicio de streaming, Disney+, basada en Marvel Comics con el personaje Groot. Presenta personajes del Universo cinematográfico de Marvel (MCU), siguiendo a Baby Groot en varias aventuras que lo meten en problemas entre los eventos de Guardians of the Galaxy (2014) y una de las escenas poscréditos de Guardians of the Galaxy Vol. 2 (2017). La serie es producida por Marvel Studios Animation, con Lepore como escritora principal y directora.
Vin Diesel repite su papel como la voz de Baby Groot de las películas del MCU. Bradley Cooper también protagoniza, con Jeffrey Wright protagonizando en la segunda temporada. I Am Groot se anunció en diciembre de 2020 y Luma Pictures comenzó a trabajar en la animación fotorrealista de la serie en agosto de 2022. La participación de Lepore se reveló ese noviembre.
I Am Groot se estrenó con cinco cortos en Disney+ el 10 de agosto de 2022, como parte de la Fase Cuatro del UCM. Una segunda temporada, también con cinco cortos, se estrenó el 6 de septiembre de 2023, como parte de la Fase Cinco.

## Premisa
Cada corto sigue a Baby Groot a medida que crece en la galaxia y se embarca en aventuras con personajes nuevos e inusuales que lo meten en problemas.

## Reparto y personajes
- Vin Diesel como Baby Groot:
Un miembro de los Guardianes de la Galaxia que es un humanoide con forma de árbol.[1][4] El productor ejecutivo Brad Winderbaum llamó a Baby Groot "imperfecto" que "no siempre toma las decisiones correctas, pero aprende de sus errores", y agregó que era "divertido verlo fallar, y es aún más divertido verlo triunfar".[5]
- Bradley Cooper como Rocket :
Un miembro de los Guardianes que es un cazarrecompensas mapache genéticamente modificado, un maestro de las armas y tácticas militares.[6] La directora Kirsten Lepore describió a Rocket como "un padre que regaña un poco" a Groot, pero sigue siendo su amigo "con un corazón blando", y Winderbaum afirma que Rocket se siente responsable de Groot como "un padre poco probable".[5]
- Jeffrey Wright como El Vigilante: Un miembro de la raza alienígena Vigilante que observa el multiverso. Wright repite su papel de la serie animada, What If...?.[7]

Además, James Gunn da voz a un reloj de pulsera y Trevor Devall da voz a Iwua, un extraterrestre que cambia de forma y que imita a Groot.

## Episodios
| Temporada | Temporada | Episodios | Episodios | Emisión original        | Emisión original        |
| --------- | --------- | --------- | --------- | ----------------------- | ----------------------- |
|           | 1         | 5         | 5         | 10 de agosto de 2022    | 10 de agosto de 2022    |
|           | 2         | 5         | 5         | 6 de septiembre de 2023 | 6 de septiembre de 2023 |

### Temporada 1 (2022)
| N.º en serie | N.º en temp. | Título                                                          | Dirigido por   | Escrito por    | Fecha de lanzamiento original |
| --- | ------------ | --------------------------------------------------------------- | -------------- | -------------- | ----------------------------- |
| 1 | 1            | «Groot's First Steps» «Los primeros pasos de Groot»             | Kirsten Lepore | Kirsten Lepore | 10 de agosto de 2022          |
| Mientras crece en una maceta, Baby Groot es atendido por robots. Cuando aparece una grieta en su maceta, los robots reemplazan a Groot con una planta de bonsái. Por celos, Groot ataca la planta y ambos caen al suelo, lo que hace que sus macetas se rompan y Groot dé sus primeros pasos. |              |                                                                 |                |                |                               |
| 2 | 2            | «The Little Guy» «El chiquitín»                                 | Kirsten Lepore | Kirsten Lepore | 10 de agosto de 2022          |
| Baby Groot encuentra pequeños Grunds azules debajo de una roca y juega con ellos, solo para que los Grunds vean esto como un ataque y lanzan un contraataque. Un Groot asustado se tira un pedo a una hoja, que los Grund encuentran como fuente de alimento. Groot encuentra un arbusto cercano para darles comida adicional a los Grund, solo para pisarlos accidentalmente al regresar.             |              |                                                                 |                |                |                               |
| 3 | 3            | «Groot's Pursuit» «La búsqueda de Groot / Una noche movidita»   | Kirsten Lepore | Kirsten Lepore | 10 de agosto de 2022          |
| Al despertarse en medio de la noche en el Cuadrante de Eclector, Baby Groot encuentra un vial roto y rastrea el líquido de color burbuja alrededor del barco. Se revela que es Iwua, un extraterrestre que cambia de forma y se hace pasar por él. La pareja baila, con el alienígena enseñándole pasos de baile, hasta que Groot expulsa a Iwua de la nave a través de la esclusa de aire.            |              |                                                                 |                |                |                               |
| 4 | 4            | «Groot Takes a Bath» «Groot toma un baño / Groot se da un baño» | Kirsten Lepore | Kirsten Lepore | 10 de agosto de 2022          |
| Baby Groot encuentra un charco de barro y se baña. Pronto descubre que le crecen hojas debido al barro, y las arregla en diferentes estilos, lo que hace que un pájaro ardilla gangaloriano cercano se irrite. Groot eventualmente usa todo el lodo de la piscina y ya no puede hacer crecer las hojas. Mientras el pájaro ardilla se ríe de él, Groot le recorta el cabello para usarlo como bufanda. |              |                                                                 |                |                |                               |
| 5 | 5            | «Magnum Opus» «Obra maestra»                                    | Kirsten Lepore | Kirsten Lepore | 10 de agosto de 2022          |
| Baby Groot reúne varios elementos dentro de la nave para atraer a los Guardianes de la Galaxia, incluso provocando una explosión para crear brillo. Rocket encuentra a Groot tratando de arreglar un agujero causado por la explosión. Groot le da el dibujo a Rocket, quien casi es succionado fuera de la nave antes de que Groot lo salve.                                                          |              |                                                                 |                |                |                               |

### Temporada 2 (2023)
| N.º en serie | N.º en temp. | Título                                                                         | Dirigido por   | Escrito por    | Fecha de lanzamiento original |
| --- | ------------ | ------------------------------------------------------------------------------ | -------------- | -------------- | ----------------------------- |
| 6 | 1            | «Are You My Groot?» «¿Eres mi Groot?»                                          | Kirsten Lepore | Kirsten Lepore | 6 de septiembre de 2023       |
| En un planeta alienígena, Baby Groot encuentra un huevo extraño en un nido. Lo adopta y lo convierte en su propio hijo, pero le molesta su constante naturaleza de defecar. Cuando sus hermanos atropellan a Groot por su madre, ella viene a llevárselos, mientras Groot los mira emocionado. |              |                                                                                |                |                |                               |
| 7 | 2            | «Groot Noses Around» «Groot anda husmeando por ahí / Groot asomas las narices» | Kirsten Lepore | Kirsten Lepore | 6 de septiembre de 2023       |
| Mientras busca baterías para el controlador de su videojuego, Baby Groot adquiere el sentido del olfato después de colocarle una prótesis de nariz en la cara. Pero, tras reconocer el olor de su lugar, decide separar su rostro de la nariz poco después de recuperar las baterías. |              |                                                                                |                |                |                               |
| 8 | 3            | «Groot's Snow Day» «Groot en la nieve»                                         | Kirsten Lepore | Kirsten Lepore | 6 de septiembre de 2023       |
| Después de llegar a un planeta nevado, Baby Groot juega en la nieve y decide construir un muñeco de nieve robot, solo para que de repente se vuelva rebelde, amenazándolo a él y al barco. Solo logra derrotarlo explotando cómo la cabeza comprendía una parte del motor que se encendería después de un golpe conmocional, proporcionado por un lanzamiento de bola de nieve bien colocado. Sin embargo, a pesar de su destrucción, la vida permanece en uno de sus ojos remanentes.                         |              |                                                                                |                |                |                               |
| 9 | 4            | «Groot's Sweet Treat» «El dulce de Groot / Un dulce para Groot»                | Kirsten Lepore | Kirsten Lepore | 6 de septiembre de 2023       |
| Baby Groot ve una nave espacial parecida a un camión de helados flotando fuera de la nave. Con ganas de comer un poco de helado, Baby Groot busca dinero en el barco y finalmente encuentra algo después de romper una máquina de garras, solo para descubrir que el barco ya se ha ido. Desesperado, Baby Groot persigue la nave espacial en una cápsula, lo que resulta en un accidente que destruye ambos vehículos mientras Baby Groot come el helado restante rodeado de naves patrulleras de Nova Corps. |              |                                                                                |                |                |                               |
| 10 | 5            | «Groot and the Great Prophecy» «Groot y la gran profecía»                      | Kirsten Lepore | Kirsten Lepore | 6 de septiembre de 2023       |
| El Vigilante narra cómo Baby Groot deambula por el templo de una semilla sagrada. Pero accidentalmente pierde la semilla al quemar lava y luego el templo se derrumba. Entre los escombros, Baby Groot emerge con las hojas crecidas y el Vigilante comprende (metafóricamente) que Groot es la semilla que surge del suelo. |              |                                                                                |                |                |                               |

## Producción

### Desarrollo
En diciembre de 2020, el presidente de Marvel Studios, Kevin Feige, anunció I Am Groot, una serie de cortometrajes protagonizada por Baby Groot. En ese momento, el director de transmisión, televisión y animación de Marvel Studios, Brad Winderbaum, eligió a Kirsten Lepore para dirigir los cortos, que tendrían "poco o ningún diálogo". Marvel Studios estaba buscando la manera de volver al personaje de Baby Groot después de su aparición en Guardianes de la Galaxia vol. 2 (2017) ya que sintieron que había "todo un universo de historias que contar" con él cuando era un niño pequeño. También se sintieron atraídos por los primeros cortometrajes de Mickey Mouse y Pato Donald como una forma de "volver a ese estilo narrativo de formato corto de animación de Disney". Lepore fue anunciada como directora de los cortos durante el evento Disney+ Day en noviembre de 2021; también es la guionista principal de la serie.
I Am Groot es una producción de Marvel Studios Animation, y la primera temporada consta de cinco cortos que suman aproximadamente 15 minutos. Los cortos son producidos por Lepore y Feige, Louis D'Esposito, Victoria Alonso y Winderbaum de Marvel Studios, con James Gunn, el escritor y director de las películas Guardianes de la Galaxia desempeñándose como productor ejecutivo en la primera temporada. La producción de cinco cortos adicionales estaba en marcha en julio de 2022, descrita como una segunda temporada. Lepore dijo que esta segunda colección de cortos tendría "el mismo espíritu" que la primera, y presenta ideas que tuvo y que no formaron parte de la primera colección de cortos. Para cada temporada, se concibieron 30 ideas para cortometrajes que luego se presentaron a Marvel Studios para elegir. Lepore sintió que si Marvel Studios deseaba hacer más cortometrajes, "no les faltaban ideas". 

### Guion
Lepore se inspiró en su hijo, y dijo que la serie usa elementos de ciencia ficción para explorar los momentos habituales de la infancia de Groot. Se reunió con Gunn durante todo el proceso para asegurarse de que estaba interpretando con precisión a Baby Groot, quien Gunn lo describió como un "bebé malo". Lepore también se inspiró en Looney Tunes, así como en un estilo Buster Keaton de comedia física e inteligente, que Feige y Winderbaum también estaban emocionados de explorar. Marvel Studios pudo crear animaciones más fácilmente dado que I Am Groot son cortos, lo que les permitió "jugar con fragmentos y... conceptos" para ver qué funcionaba y encontrar la identidad de la serie.
Para el primer corto, «Groot's First Steps», Lepore quería explorar a Groot creciendo fuera de su maceta, y pudo incorporar eso con otra idea de Groot, un árbol sensible, que se enfrenta a un árbol no sensible, lo que le permitió para explorar la comedia física de Keaton "en la que el objeto inanimado siempre gana". «Groot's Pursuit» se concibió pensando en cómo los niños pueden imitarse entre sí, lo que hace que uno se sienta frustrado por ello. Lepore también estaba interesado en explorar las habilidades físicas de Groot, que condujo al corto «Groot Takes a Bath». Ella describió a Groot como una Chia Pet, lo que resultó en "una arena muy divertida para jugar".
Para la segunda temporada, Lepore describió los cortos como mostrando a Groot "comenzando a crecer", y los cortos le hacen aprender sobre la paternidad, la importancia de la limpieza y la higiene, "cómo no pilotar una nave" y comenzar "su camino para convertirse en un héroe". El primer corto fue "muy autobiográfico" para Lepore, y Groot necesitaba mostrar sus habilidades como padre, cree que el corto "hizo un buen trabajo al capturar los 360 grados de esa experiencia, lo bueno con lo malo, lo divertido y lo agotador". Lepore estaba "sorprendida" de que Marvel Studios seleccionara el corto en el que Groot tiene una nariz, calificándolo como el "más extraño". Ese episodio incluía a Groot dándose cuenta de un cubo de hielo no tenía ningún olor, pero fue eliminado porque "no funcionó del todo". En el quinto corto de la segunda temporada, el Vigilante hace una aparición. Lepore señaló que su idea para este corto fue una que eligió Marvel Studios, lo que en su opinión era "una especie de bendición para seguir adelante y perseguirlo" y su apariencia les permitió "escribir algunas cosas ridículas bastante divertidas"; Indiana Jones sirvió como referencia para este episodio. El editor de la historia, Ryan Little sirvió como coordinador del guion en What If...? y estaba familiarizado con cómo se había escrito el personaje del Vigilante en esa serie, con Lepore diciendo que I Am Groot aún podía mostrar un lado diferente del personaje que fue capaz de "infundir un poco de comedia" al corto.
Gunn dijo que la serie no estaba necesariamente relacionada con sus películas de Guardianes de la Galaxia, y las describió como "canon para sí mismas" en el MCU. Joshua Meyer de /Film comparó esto con los cortometrajes falsos documentales de Team Thor, a los que calificó como "apócrifos un poco divertidos de que no es esencial para la continuidad del MCU". Winderbaum dijo que los cortos estaban ambientados entre el final de Guardianes de la Galaxia Vol. 2 y la escena de los créditos intermedios de esa película que presentaba a un Groot adolescente, con Lepore agregando que también mostraba eventos entre el final de Guardianes de la Galaxia (2014) y el inicio de Guardianes de la Galaxia Vol. 2. Gunn declaró más tarde que le resultaba difícil ver cómo eran "canónicamente MCU" a pesar de que Marvel dijo que lo eran. Otros miembros de los Guardianes de Galaxia no aparece en la serie, fuera de Rocket, ya que los creativos estaban interesados en centrarse en Groot y "conocer mejor a su personaje" mientras exploraban la diversión de ver "lo que hace cuando nadie está mirando" ya que "ahí es donde él se mete en la mayoría de los problemas".

### Casting
Se confirmó que Vin Diesel retomaría su papel como la voz de Baby Groot en junio de 2022. Diesel grabó nuevas líneas para los cortos, después inicialmente se discutió reutilizar las grabaciones existentes de él diciendo "Soy Groot" para la serie. Al mes siguiente, se reveló que Bradley Cooper retomaría su papel del MCU como la voz de Rocket, así como Gunn dando voz a un reloj de pulsera. Trevor Devall da voz a Iwua. Bob Bergen, Terri Douglas, Scott Menville, Kaitlyn Robrock, Fred Tatasciore, Kari Wahlgren y Matthew Wood proporcionan voces adicionales. Jeffrey Wright aparece en la segunda temporada como el Vigilante, repitiendo su papel de la serie animada, What If...?, con Cooper y Tatasciore regresando para la temporada. Dee Bradley Baker proporciona las voces de varios pájaros en el primer corto de la segunda temporada.

### Diseño
Baby Groot es el mismo modelo diseñado por Luma Pictures para Vol. 2. Lepore disfrutó diseñando los Grunds, vistos en «Little Guys», y encontrando la manera de hacerlos expresivos con "solo puntos negros y una boca". Otros diseños originales para la serie incluyeron a Iwua, el alienígena que cambia de forma, y Snoot Pin Bongo, una criatura parecida a una ardilla inspirada en el personaje de Star Wars, Salacious Crumb. La elección de colores jugó un papel importante en la serie, con respecto a la paleta de colores ya establecida y las combinaciones en el MCU que "tienen ciertas connotaciones". En la segunda temporada, el corto «Groot Noses Around» "presenta un juego de lucha de 16 bits, conocido informalmente como Beach Fighters, creado por el artista y animador de píxeles Jon Davies.
Perception creó los títulos de I Am Groot. La serie presenta la apertura de Marvel Studios y el avance rápido de la fanfarria. Lepore buscaba volverse "realmente irreverente" con la apertura, y Winderbaum agregó que el estudio siempre buscaba formas de acortar la apertura. A los creativos les gustó esto porque ayudó a equilibrar el tiempo de ejecución de los cortos sin tener "una apertura de minuto y medio" junto con "una secuencia de créditos de cinco minutos", y Lepore lo llamó el diseño perfecto para Groot. Para la segunda temporada, la apertura se cambió de la imagen de avance rápido de "televisión estándar" a un estilo paso a paso, más parecido a cómo Disney+ maneja el avance rápido. Este cambio también se aplicó retroactivamente a los episodios de la primera temporada.

### Animación y edición
Los efectos visuales y la animación de la serie fueron creados por Luma Pictures, a la que se unió Trixter para el corto de la segunda temporada, «Groot's Snow Day». El trabajo en el estilo de animación fotorrealista de la serie comenzó en agosto de 2021. Winderbaum explicó que Marvel Studios quería que I Am Groot se sintiera "directamente arraigado en el lenguaje de las películas", razón por la cual eligieron a la compañía de efectos visuales Luma Pictures para animar la serie, ya que previamente diseñaron y trabajaron en Baby Groot para el Vol. 2. Winderbaum destacó cómo la experiencia de Lepore trabajando con animación stop motion se tradujo en su dirección de animación generada por computadora. Cuando hablaba con Lepore, Gunn comparó las poses y las expresiones faciales de Baby Groot con emojis debido a que la cara del personaje solo tenía ojos y boca.
Las concepciones iniciales de los episodios en el guion gráfico y las etapas animáticas dieron como resultado que los cortos fueran de unos cinco minutos. Lepore tenía como objetivo que cada corto tuviera una duración aproximada de tres minutos, e hizo refinamientos y "editó con mucho cuidado" para llevarlos a ese tiempo de ejecución.

## Música
Daniele Luppi se desempeñó como compositor de I Am Groot. Lepore eligió a Luppi para componer la música de la serie dado su trabajo anterior con un sonido electrónico, lo que ayudó a traducir el sonido "extraño" que estaba buscando. Agregó que su partitura "suena como si hubiera salido de un spaghetti western con el mismo tipo de pátina de esa época". Luppi usó micrófonos, teclados y otros instrumentos analógicos antiguos para darle a su partitura un "sonido más auténtico y orgánico". Marvel Music y Hollywood Records lanzaron digitalmente un sencillo con las canciones «Groot Bossa Nova» y «Groot Tuttifrutti» de los cortos el 4 de agosto de 2022.
Lepore quería presentar música de las décadas de 1960 y 1970, y buscó música de todo el mundo en lugar de solo de Estados Unidos, para diferenciarla de la música que aparece en las películas de Guardianes de la Galaxia. Las canciones con licencia de la serie incluyen "In the Hall of the Mountain Queen" de Raymond Scott en «Groot's First Steps», que Lepore notó instantáneamente le da al corto un "sabor realmente extraño, esta sensación electro espacial temprana", «Ran Kan Kan» de Tito Puente en «Groot's Pursuit», y «You Can Get It If You Really Want» de Jimmy Cliff en «Magnum Opus».
En la segunda temporada, «Groot's Sweet Treat» incluye «The Entertainer» de Scott Joplin, una canción común utilizada por los camiones de helados, y aumenta a "un ridículo éxito de club de los 90", y en el episodio también aparece Mikky Ekko cantando la canción de los créditos finales. Luppi creó una pista chiptune para el videojuego que Groot está jugando en el corto «Groot Noses Around».

## Marketing
Se mostraron breves imágenes de la serie durante la reunión anual de accionistas de Disney en marzo de 2022 dentro de un carrete de contenido destacado. El primer póster de la serie, que anunciaba su fecha de estreno, se reveló el 5 de junio, lo que hizo que la serie "inmediatamente [comenzara] tendencia en línea". Según el gráfico "Trending TV" de Variety, acumuló 231.000 participaciones de usuarios, que miden la combinación de tuits, retuits, me gusta y hashtags, la segunda mayor durante la semana del 30 de mayo al 5 de junio, detrás de la serie de Netflix, Stranger Things. Marvel Studios se asoció con Wonderful Pistachios y Framestore para una campaña de marketing «Groot Gets Crackin'», con Groot en anuncios de televisión, publicaciones en redes sociales y digitales, y empaques de edición limitada para sus pistachos, así como exhibiciones en tiendas hasta el 31 de agosto. El 6 de junio se lanzó un anuncio de televisión de 15 segundos como parte de la campaña. Los boletos para asistir a la atracción «Marvel's Avengers STATION» en Las Vegas también se entregaron al azar a los clientes que compraron sus pistachos como parte de la campaña.
El corto «Magnum Opus» debutó en El Capitan Theatre, apareciendo antes de proyecciones selectas de la película del MCU, Thor: Love and Thunder (2022), del 18 al 24 de julio. El corto "Groot Takes a Bath" se mostró durante el panel de animación de Marvel Studios en la Convención Internacional de Cómics de San Diego el 22 de julio, donde Lepore habló sobre la serie y también se lanzó un avance de todos los cortos. Los pósteres de cada corto se publicaron antes de su estreno.
Se lanzó un avance de la segunda temporada el 6 de agosto de 2023, en honor al Día Nacional del Árbol. Kieran Fisher de Looper dijo que el tráiler "ofrece muchos momentos divertidos", calificándolo de "una experiencia y algo más". Fisher también notó la aparición del Vigilante en el tráiler, creyendo que el cameo indicaba que los nuevos cortos estarían "llenos de sorpresas inesperadas".

## Estreno
I Am Groot se estrenó con cinco cortos en Disney+ el 10 de agosto de 2022, como parte de la Fase Cuatro del MCU. La primera temporada estuvo disponible en el canal de YouTube de Marvel HQ, el 1 de septiembre de 2023. Una segunda temporada, que también consta de cinco cortos, se estrenó el 6 de septiembre de 2023, como parte de Fase Cinco del MCU.

## Recepción

### Audiencia
I Am Groot fue la tercera serie de streaming más alta para los espectadores en los Estados Unidos durante la semana que finalizó el 14 de agosto de 2022, según TV Time de Whip Media.

### Respuesta crítica
El sitio web del agregador de reseñas, Rotten Tomatoes informó un índice de aprobación del 87%, con una puntuación promedio de 7.70/10, según 15 reseñas. El consenso de los críticos del sitio web dice: "Él es Groot, y esa novedad por sí sola debería darles a los fanáticos del MCU un interés arraigado en esta leve pero divertida serie de travesuras".
Matt Fowler de IGN le dio a I Am Groot 7 de 10, encontrando los cortos "adorables como una rama animada de la MCU pero también contienen un humor negro peculiar gracias al temperamento y la inclinación de [Baby] Groot por ser impactante". Fowler notó cómo la irritabilidad de Groot era "una gracia salvadora... ya que este tipo de pantalones cortos rara vez muestran a un mocoso". Andrew Webster de The Verge consideró la serie como uno de los mejores cortos animados de Disney+, sintiendo que los cortos eran "divertidos y tontos". Webster también descubrió que el tiempo de ejecución corto "funciona bien aquí: el truco no dura lo suficiente como para quedarse más tiempo". Wilson Chapman de Variety dijo que I Am Groot era "encantador, de ritmo rápido y, en una rareza para un programa de televisión de Marvel, completamente autónomo, sin cameos ni escenarios para otro programa del que hablar". Brett White de Decider comparó la serie con Looney Tunes con "caos de la mejor manera posible" y llamó a I Am Groot "una maldita delight de principio a fin", diciendo: "Cada corto se desarrolla a un ritmo perfecto, desplegando bromas visuales que dan en el blanco cada vez". Sin embargo, White estaba frustrado porque cada corto era su propia entrada en Disney+ en lugar de recopilarse bajo un título. Nick Schager de The Daily Beast se mostró positivo con respecto a los cortos y dijo que "su brevedad evita que se vuelva obsoleto y, sin embargo, dado que cada capítulo dura solo cuatro minutos, un poco de tiempo extra podría haberlo permitido elaborar en broma sus conceptos". También disfrutó de la animación y dijo que I Am Groot "presume de una hermosa vitalidad y nivel de detalle".
Al revisar la segunda temporada, Luke Y. Thompson de SuperHeroHype le dio un 5 sobre 5 y dijo: "Es posible que estos cortos no hagan avanzar las grandes sagas de Marvel, pero como fragmentos de la historia de un niño espacial, sí". Ambos son notablemente fotorrealistas y perfectamente encantadores."

### Reconocimientos
La serie ganó por Mejor Programa Corto y Mejor Mezcla de Sonido y Edición de Sonido para un Programa Animado en la 2.ª edición de los Children's and Family Emmy Awards. Está nominada a Mejores Efectos Visuales o Animación por su segunda temporada en la 13.ª edición de los AACTA Awards. El corto «Groot's Snow Day» está nominado al Logro Sobresaliente para Editorial en una Producción Animada de Televisión / Streaming en la 51.ª edición de los Annie Awards.